# 関東鉄道DD502形ディーゼル機関車
関東鉄道DD502形ディーゼル機関車（かんとうてつどうDD502がたディーゼルきかんしゃ）は、関東鉄道常総線で運用されているディーゼル機関車である。
1両（DD502）が在籍する。

## 概要
常総筑波鉄道（現・関東鉄道）が自社発注したセミセンターキャブのロッド式ディーゼル機関車。1956年日本車輌製造製。
DD502の2は、常総筑波鉄道におけるDD形の2号機を意味すると推測される。
新造時の機関はDMF-36S（450PS）1基で変速機はDS形であったが、1971年に改造。機関をDMF-31SB（500PS）1基、変速機をDB-138形に取り替えている。
当初は常総線の貨物列車のほか、ラッシュ時は旅客列車を牽引し、ときには国鉄線へ乗り入れる団体臨時列車牽引にも使用されていた。旅客列車が全てディーゼルカーに変更されると常総線貨物専用となる。1974年に貨物輸送が廃止されると工事専用機となる。1977年から1984年にかけては、常総線取手 - 水海道間の複線化工事に伴う貨車の牽引に使用された。
その後は工事用車両の牽引や、下館 - 水海道車両基地間の譲渡車両・新製車両の回送、臨時のイベント列車を牽引するなどの用途で使用されていたが、直近最後の定期検査を受けた2007年（平成19年）11月以降休車となり、水海道車両基地内に留置されていた。
最後の自走から年月を経ており、整備をしないと走行できず、エンジンも始動不可の状態（整備費用として約5500万円程必要）であることから、関東鉄道では2020年（令和2年）より当機の売却先を募集している。値段は税別・送料別で200万円
。

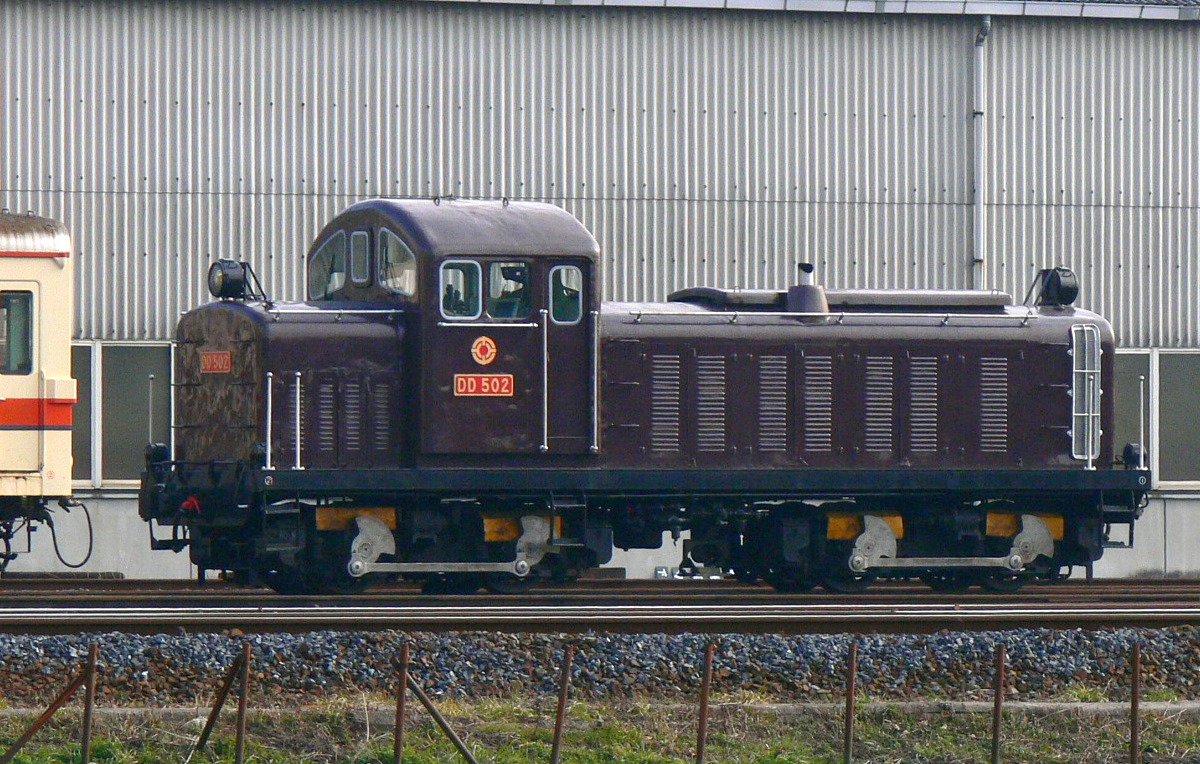
2エンド側・ 水海道車両基地 2007年1月16日
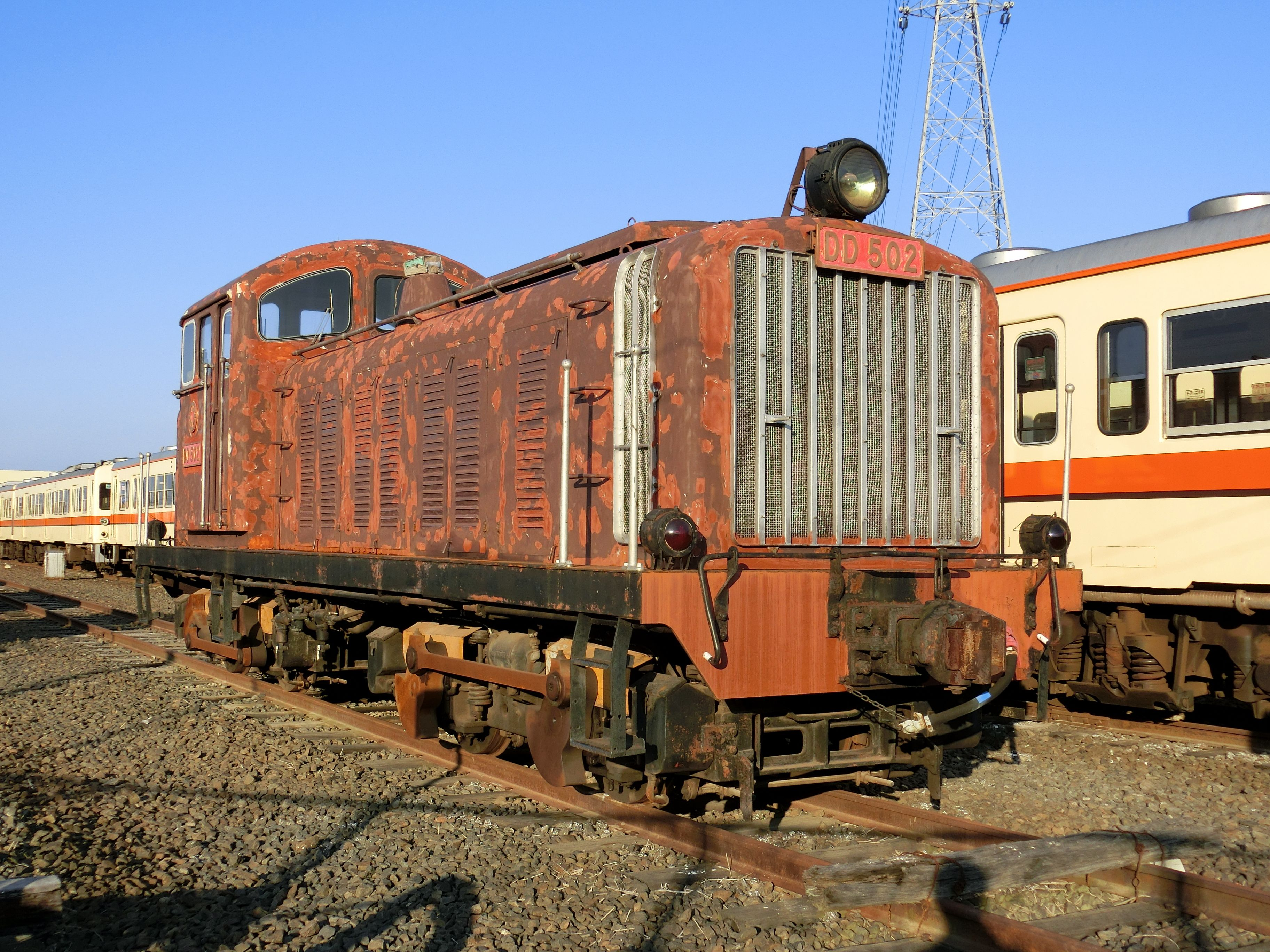
水海道車両基地 2016年1月31日
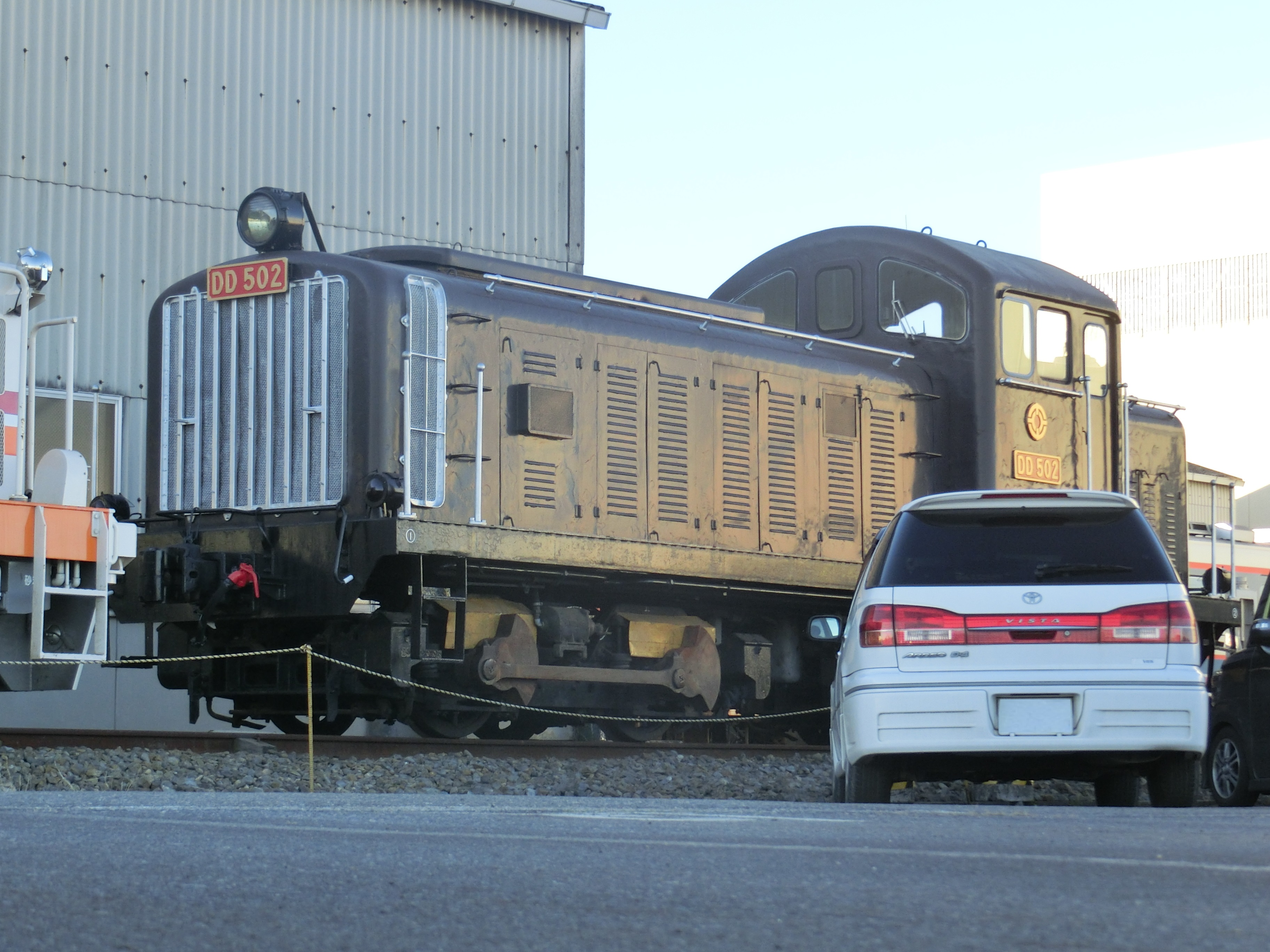
水海道車両基地 2016年12月30日